# Тоболенко, Михаил Николаевич
Михаил Николаевич Тоболенко (1922—1945) — советский лётчик разведывательной авиации ВВС Военно-морского флота, участник Великой Отечественной войны, Герой Советского Союза (22.07.1944). Старший лейтенант (30.06.1944).

## Биография
Родился 5 июля 1922 года в деревне Азаровка ныне Починковского района Смоленской области в семье крестьянина. Белорус. С 1923 года жил в посёлке Щербиновка (с 1938 г. — город Дзержинск, с 2016 г. — Торецк) Донецкой области Украинской ССР. В семье ещё родился младший брат Иван. Михаил окончил неполную среднюю школу и Дзержинский аэроклуб в 1940 году. До армии он работал преподавателем литературы и знал наизусть почти всего Есенина.
В Красной Армии с 1940 года. Служил связистом 45-й авиабазы[уточнить] Западного военного округа. В декабре 1940 года был направлен в Тамбовскую военную авиационную школу, которую не окончил из-за начала войны.
Участник Великой Отечественной войны с сентября 1941 года — в связи с эвакуацией Тамбовской авиашколы направлен на Волховский фронт в 46-ю стрелковую дивизию. Воевал связистом, номером миномётного расчета и командиром миномётного расчёта. В январе 1942 года был ранен. После лечения в госпитале в апреле 1942 года был зачислен курсантом в истребительную эскадрилью 1-го запасного авиационного полка Военно-воздушных сил Военно-морского Флота (полк дислоцировался на нескольких аэродромах в Мордовской АССР), где в течение 7 месяцев овладевал самолётами УТ-2, И-16, Як-1.
В ноябре 1942 года, окончив обучение, получил назначение в 13-й истребительный авиационный полк Краснознамённого Балтийского флота, который в тот период формировался на аэродроме Новинки Горьковской области. Там переучился на самолёт Як-9. В марте 1943 года назначен в 43-ю эскадрилью 15-го отдельного разведывательного авиационного полка в составе того же флота. На выполнение боевых заданий начал летать с мая 1943 года. В январе 1944 года стал командиром звена.
К 17 мая 1944 года командир звена 43-й авиационной эскадрильи 15-го отдельного разведывательного авиационного полка ВВС Балтийского флота лейтенант Михаил Тоболенко выполнил 188 боевых вылетов, в том числе 145 боевых вылетов на разведку военно-морских баз и судоходства противника с применением аэрофотосъёмки. На его боевом счету были особо опасные разведки тщательно прикрываемых зенитной артиллерией и истребителями ПВО ВМБ Хельсинки, Таллин, Котка, Борго, Палдиски, Ловиза. Имея задачей любой ценой доставить отснятые фотоплёнки с выявленными целями, Тоболенко не должен был вступать в бои с немецкими и финскими истребителями, поэтому ему пришлось 6 раз уходить от погони. Провёл также 2 воздушных боя с настигшими его истребителями, вынудив обоих врагов отказаться от преследования.
Указом Президиума Верховного Совета СССР от 22 июля 1944 года за образцовое выполнение боевых заданий командования на фронте борьбы с немецкими захватчиками и проявленные при этом отвагу и геройство лейтенанту Тоболенко Михаилу Николаевичу присвоено звание Героя Советского Союза с вручением ордена Ленина и медали «Золотая Звезда» (№ 4013).
7 апреля 1945 года Михаил Тоболенко вылетел на разведку кораблей противника в район Либавы (Лиепаи). Прикрывая ведомого, он был внезапно атакован четырьмя истребителями противника. Самолёт Михаила Тоболенко был сбит, а сам лётчик погиб: предположительно, покинул горящий самолёт с парашютом и замёрз в море, тело было обнаружено вынесенным волнами на берегу у г. Паланга. Похоронен на кладбище советских воинов по улице Витауте в городе Паланга (Литва).
Всего к моменту гибели на счету разведчика было около 300 боевых вылетов.

## Награды
- Герой Советского Союза (22.07.1944).
- Орден Ленина (22.07.1944)
- Три ордена Красного Знамени (3.11.1943, 10.04.1944, 10.02.1945)
- Орден Красной Звезды (4.08.1943)
- Медаль «За оборону Ленинграда» (вручена в 1943)

## Память
- В посёлке Чкаловск Калининградской области на площади Героев установлен бюст М. Н. Тоболенко.
- Имя М. Н. Тоболенко носит Шаталовская муниципальная средняя общеобразовательная школа, расположенная в Шаталовском военном гарнизоне в Починковском районе, в 10 км от места рождения М. Н. Тоболенко.
- Стела с именем Героя установлена на Аллее Героев в Смоленске у стен Смоленского кремля, его фамилия — на памятнике лётчикам Балтийского флота в Калининграде.
- Именем Героя была названа улица в городе Паланга.
- Также имя Тоболенко М. Н. носила пионерская дружина средней школы № 1 города Дзержинска.
- Именем Героя была названа улица в городе Дзержинск.